# Austrocactus
Austrocactus ist eine Pflanzengattung aus der Familie der Kakteengewächse (Cactaceae). Der botanische Name leitet sich vom lateinischen Substantiv auster für Süden ab und verweist auf die südliche Herkunft der Pflanzen.

## Beschreibung
Die einzelnen oder am Grund verzweigten, weichfleischigen, kugelig bis kurzzylindrischen Pflanzenkörper erreichen Wuchshöhen von 30 bis 60 Zentimetern und Durchmesser bis 8 Zentimeter. Auf ihnen befinden sich 6 bis 12, teils gehöckerten, Rippen. Aus den Areolen entspringen die gehakten oder geraden Mitteldornen und die nadelartigen Randdornen.
Die trichterförmigen, mit Borstendornen besetzen Blüten erscheinen in der Nähe des Scheitels, werden 3 bis 6 Zentimeter lang und öffnen sich am Tag. Der breit verkehrt konische Blütenbecher und die kurze Blütenröhre sind mit reduzierten Schuppen und Büscheln wolliger Haare besetzt. Die Narben sind mehr oder weniger purpurrot oder blassgelb. Die Staubblätter sind in zwei Kreisen angeordnet.

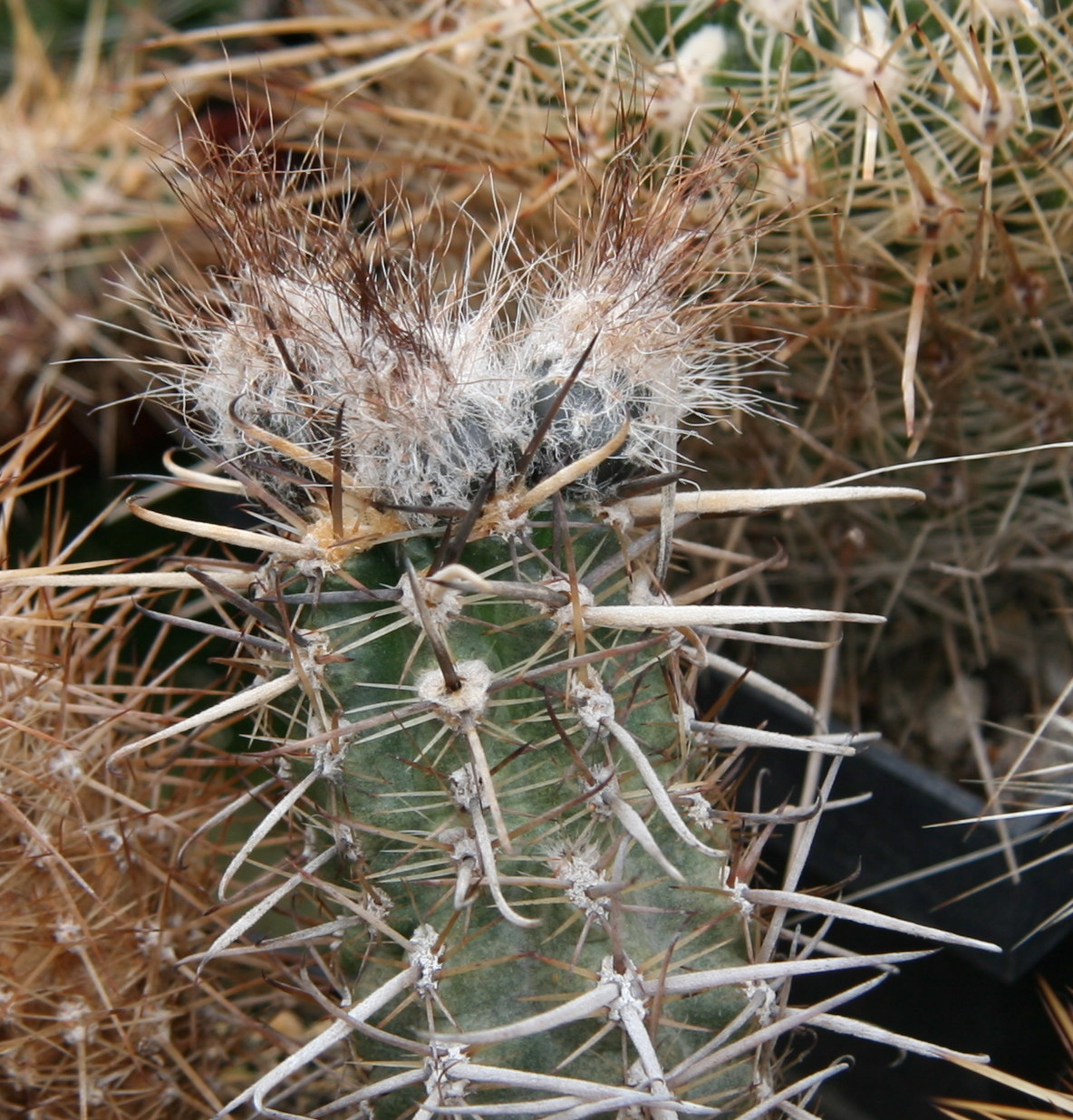
Austrocactus spec. mit Früchten

Die kugeligen bis länglichen, grünlichen Früchte sind bewollt und mit Borsten besetzt. Sie besitzen einen ausdauernden Blütenrest, platzen ungleichmäßig oder am Grund auf und enthalten schwarze bis braune, runzlige, ovale Samen, die 2 bis 2,5 Millimeter lang sind.

## Systematik und Verbreitung
Die Gattung Austrocactus ist im westlichen und südlichen Teil von Argentinien in den Provinzen Neuquén, Rio Negro Chubut sowie Santa Cruz und in Mittel- und Südchile in den Anden in der Región del Maule und in der Región Metropolitana (Mina Las Arañas) beheimatet.
Die Typusart der Gattung ist Austrocactus bertinii.

### Systematik nach N.Korotkova et al. (2021)
Die Gattung umfasst folgenden Arten:
- Austrocactus bertinii (J.F.Cels) Britton & Rose
- Austrocactus coxii (K.Schum.) Backeb.
- Austrocactus ferrarii R.Kiesling, E.Sarnes & N.Sarnes[2]
- Austrocactus hibernus F.Ritter[3]
  - Austrocactus hibernus subsp. hibernus
  - Austrocactus hibernus subsp. robustior E.Sarnes & N.Sarnes[4]
- Austrocactus nobilis E.Sarnes & N.Sarnes[5]
- Austrocactus pauxillus E.Sarnes & N.Sarnes[6]
- Austrocactus philippii (Regel & E.Schmidt) Buxb.
- Austrocactus praecox E.Sarnes & N.Sarnes[7]
- Austrocactus spiniflorus (Phil.) F.Ritter
- Austrocactus subandinus E.Sarnes & N.Sarnes[8]

### Systematik nach E.F.Anderson/Eggli (2005)
Zur Gattung Austrocactus zählen folgende Arten:
- Austrocactus bertinii (Cels ex Hérincq) Britton & Rose
- Austrocactus coxii (K.Schum.) Backeb.
- Austrocactus patagonicus (F.A.C.Weber ex Speg.) Hosseus ex Backeb. = Austrocactus bertinii (J.F.Cels) Britton & Rose
- Austrocactus philippii (Regel) Buxb. & F.Ritter
- Austrocactus spiniflorus (Phil.) F.Ritter

## Botanische Geschichte
Die ersten Pflanzen wurden 1855 von E. Cels, einem Bruder von Jean-François Cels (1810–1888), an der Küste Argentiniens bei 45° 30' südlicher Breite entdeckt. Die Pflanzen überstanden den Transport nach Europa jedoch nicht. Kapitän Pierre Bertin (1800–1891) sammelte 1861 am Standort neue Pflanzen. Diese blühten später bei Jean-François Cels, der 1863 auch die Erstbeschreibung als Cereus bertinii veröffentlichte.
Nathaniel Lord Britton und Joseph Nelson Rose stellten Cereus bertinii 1922 unter dem Namen Austrocactus bertinii als einzige Art in die von ihnen neu geschaffene Gattung Austrocactus, die vier Jahre monotypisch war. Als zweite Art folgte 1926 die Umkombination von Cereus patagonicus als Austrocactus patagonicus, die Carl Curt Hosseus (1878–1950) vornahm.

## Nachweise